# Acme (Canada)
Acme è un villaggio canadese situato nella provincia dell'Alberta. Si trova ad 83 chilometri di distanza da Calgary e fu il primo villaggio ad essere incorporato nella Contea di Kneehill.